# マクラーレン・765LT
マクラーレン765LT（McLaren 765LT、マクラーレン・スーパーシリーズ・クーペとも呼ばれる）は、イギリスの自動車メーカー、マクラーレン・オートモーティブが720Sをベースに2020年から設計・製造するスポーツカー。

## 解説

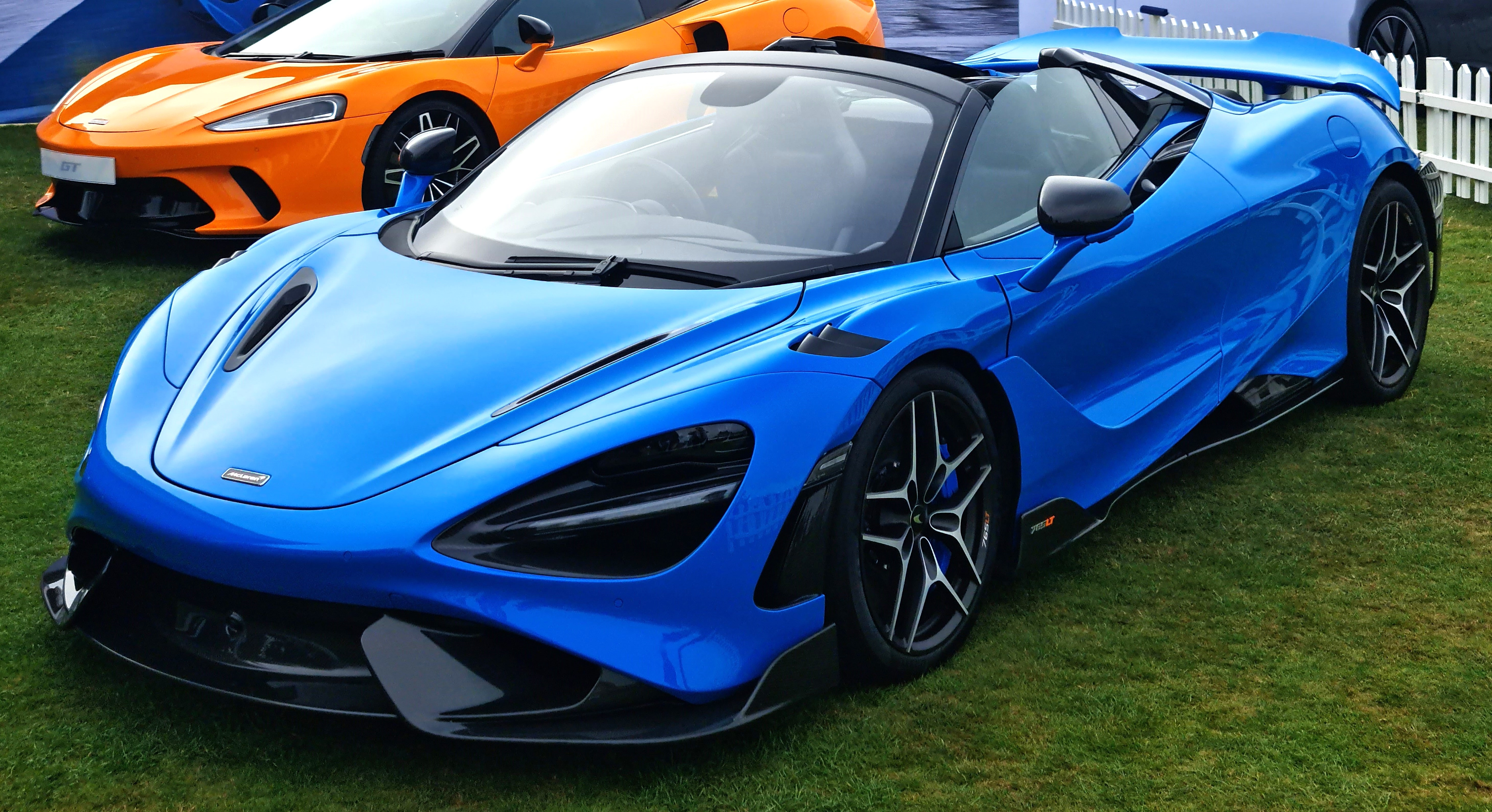
765LT Spider

## データシート
スペック:　最高出力:765PS 最高速度:330km/h 乗員数:2名　
価格:4950万円
メインカラーはオレンジである。
オープンモデルの765ltスパイダーもラインナップされている。
ちなみに765ltは720s高性能バージョンである。720sよりスピードは11km/h下がっているが馬力は45馬力アップしている。